# Koninklijke Ganda Korfbal Club
Kon. Ganda KC is een Belgische korfbalclub uit Zwijnaarde en Gent. 

## Geschiedenis
De club werd opgericht op 11 augustus 1932 en is onder stamnummer 20 aangesloten bij de KBKB.
Een belangrijke figuur in de ontstaansgeschiedenis van de club is Gerard Bruinjé. Deze ex-speler van KV Gentse besloot immers samen met een zestal andere spelers een nieuwe ploeg in de stad uit te bouwen. De club had haar eerste thuisbasis aan het Zuidpark, later zou de club verhuizen naar Sint-Amandsberg. Om zijn spelers van en naar de matchen te brengen pikte hij hen op met zijn Oldsmobile, daar de meeste anno 1932 nog niet over eigen vervoer beschikten. Verplaatsing naar Antwerpen, gebeurden in deze periode steevast met de vrachtwagen. Een belangrijke speelster uit deze periode was Agnes Van Loocke.
Vanaf de Tweede Wereldoorlog moest de club meermaals verhuizen. Zo was Ganda KV gevestigd in de Sint-Denijslaan ('46 - '48), alwaar Gustaaf D'Hollander bij de club aansloot. Vervolgens in de Maaltebruggestraat ('48 - '59), alwaar de promotie naar de Eerste klasse werd afgedwongen in '58 en waar voor de eerste keer in de befaamde blauw-witte truitjes met schuine lijn werd gespeeld ('52). In de Nekkersputstraat ('59 - '62), aan de Ringvaart ('62 - '64) beleefde de club dan weer crisisdagen. Vele supporters en spelers haakten geleidelijk af, met als dieptepunt de degradatie. Vanaf 1964 tot '82 had de club een echte vaste stek in de Schaarkensstraat te Zwijnaarde. Alwaar Ganda een bloeiperiode doormaakte die leidde tot de promotie van de club naar de hoogste afdeling in 1977. Belangrijke figuren uit deze periode waren Fons Nys die de jeugdwerking uitbouwde en Cyriel Braeckman. In 1982 hield de club een opmerkelijke voettocht met paal op de schouders van het KBKB-g]ebouw te Deurne naar Zwijnaarde.
In 1982 verhuisde club tijdelijk naar de Oudenaardsesteenweg en later (vanaf het seizoen '84 -'85) naar de huidige locatie, "Gandavilla" in de Hogeweg. Deze villa was enkele jaren eerder in het nieuws gekomen als verblijfplaats van moordenaar Freddy Horion. Toen buur De Post in 1995 bekendmaakte dat ze zouden uitbreiden leek een nieuwe verhuizing zich op te dringen. De oplossing lag echter aan de overkant van de weg waar met steun van de stad Gent een van de mooiste korfbalterreinen van België werd aangelegd. In 1993 kreeg de club de trofee van de sportverdienste van de stad Gent en in 2002 en 2005 mocht de club promoveren naar de hoogste klasse.
Toen Gentse de boeken dicht deed, kwamen verschillende ex-spelers naar Ganda over.

## Palmares
- Kampioenstitel Tweede klasse: 1958, 1977, 2002 en 2005.
- Kampioenstitel hoofdklasse 1 (zaalcompetitie) 2019

## Bekende (ex-)spelers
- Agnes Van Loocke